# Jasmine Masters
Martell Robinson, plus connu sous le nom de scène Jasmine Masters, est un acteur, chanteur, humoriste et drag queen américain, principalement connu pour avoir participé à la septième saison de RuPaul's Drag Race et à la quatrième saison de RuPaul's Drag Race: All Stars.

## Jeunesse et débuts
Martell naît le 16 octobre 1976 à Los Angeles, en Californie. Il commence le transformisme en 1997, à l'âge de 19 ans, en imitant Patti LaBelle. Son nom de scène lui vient de Jasmine Guy et de sa drag mother, Destiny Masters. Il commence à auditionner pour RuPaul's Drag Race depuis la deuxième saison.

## Carrière
Avant de participer à RuPaul's Drag Race, elle joue le rôle de Mordecai dans Le Gospel du bagne, sorti en 2008. Elle apparaît également dans un épisode de The New Normal en 2013, aux côtés de Willam Belli.

### RuPaul's Drag Race
Le 2 mars 2015, elle est annoncée comme l'une des quatorze candidates de la septième saison de RuPaul's Drag Race. Elle est éliminée dans le troisième épisode après un lip-sync contre Kennedy Davenport et se place dixième. Pendant sa participation à l'émission, elle reçoit des menaces de mort avec des insultes racistes, menant RuPaul à la défendre sur Twitter.
Dans la neuvième saison, en 2017, la candidate Nina Bo'nina Brown l'imite dans le Snatch Game, le défi annuel de l'émission.
En 2018, elle participe à l'émission spéciale RuPaul's Drag Race Holi-slay Spectacular. Après sa diffusion, Jasmine poste une vidéo YouTube expliquant pourquoi elle ne paraissait pas aussi présente que les autres candidates : Shangela serait arrivée en retard à l'une des répétitions, ce qui énerva Jasmine qui quitta le plateau plus tôt que prévu,. 
Le 9 novembre de la même année, elle est annoncée comme l'une des dix candidates à participer à la quatrième saison de RuPaul's Drag Race: All Stars,. Elle est éliminée dans le premier épisode par Trinity The Tuck après une médiocre performance dans l'habituel concours de talent de l'émission, se plaçant dixième,. Elle reçoit une chance de réintégrer l'émission en se battant dans un lip-sync contre l'une des candidates en lice, mais perd face à Trinity et est éliminée définitivement. 
Elle est invitée dans le premier épisode de la onzième saison de RuPaul's Drag Race.

### Autres projets
En dehors de RuPaul's Drag Race: All Stars, elle est l'une des vingt drag queens accompagnant Miley Cyrus durant sa performance aux MTV Video Music Awards de 2015.
Jasmine Masters gagne en notoriété grâce à ses vidéos qu'elle publie sur sa chaîne YouTube. Sa vidéo "RuPaul's Drag Race fucked up drag", dans laquelle elle critique la présentation du transformisme de l'émission, a déchaîné les avis parmi les fans et les candidates. La vidéo a été diffusée dans l'émission de William "Willam's Beatdown". Sa vidéo "Fix ur breath" a été partagée par Justin Bieber sur son compte Instagram, ce qui l'a rendue virale.
Grâce à ce succès, elle est maintenant l'animatrice de sa propre web-série sur WOWPresents, intitulée "Jasmine Masters Master Class", dont le premier épisode est diffusé en 2018. Elle apparaît également comme invitée dans un épisode de Lemme Pick You Up avec Ts Madison, ainsi que dans plusieurs épisodes de la web-série "Wait, What?" avec Kimora Blac,.
Elle participe en juin 2018 à deux épisodes de la web-série de Billboard "Spillin' the Tea" avec Tammie Brown, Miz Cracker, Eureka O'Hara, Shea Couleé et Ginger Minj. Elle apparaît dans une vidéo de Access avec Trixie Mattel pour débattre sur les candidates de la dixième saison de RuPaul's Drag Race.
Jasmine apparaît dans les clips "Excuse the Beauty" de Latrice Royale le 10 mai 2018 et "Oops I Think I Pooped" de Pandora Boxx le 24 septembre 2018.